# Lisbeth Sachs
Eva Elisabeth Sachs, känd som Lisbeth Sachs, ogift Öhrling, född 20 april 1938 i Högalids församling, Stockholm, är en svensk socialantropolog. 

## Biografi
Lisbeth Sachs är dotter försäljningchefen Einar Öhrling och pianopedagogen Greta, ogift Dahlström. Hon bedrev akademiska studier i Stockholm och blev filosofie kandidat där 1975, var forskningsassistent vid Stockholms universitet 1975–1981, hade forskningsanslag 1978–1982 och blev filosofie doktor 1983. Hon blev forskare på Tema kommunikation vid Linköpings universitet 1983 och vid enheten för internationell hälso- och sjukvårdsforskning (IHCAR) vid Karolinska Institutet 1985. Hon har arbetat med forskning, utveckling och utbildning i medicinsk antropologi samt varit tillfällig rådgivare inom WHO 1984–1985.
Sachs blev docent i socialantropologi 1987 och har forskat om turkiska invandrarkvinnor och svensk sjukvård samt om läkemedelsanvändning i Sri Lanka 1987–1989. Hon är verksam vid Socialstyrelsens vetenskapliga råd sedan 1987.

## Familj
Åren 1962–1968 var hon gift med Ola Sandborgh (född 1936), son till läkaren Lars Sandborgh, och är sedan 1968 gift med arkitekten, professor Joen Sachs (född 1932), son till NK-direktören Ragnar Sachs. Hon är mor till affärsmannen Daniel Sachs (född 1970).